# Gmina Sławatycze
Die Gmina Sławatycze ist eine Landgemeinde im Powiat Bialski der Woiwodschaft Lublin in Polen. Ihr Sitz ist das gleichnamige Dorf (deutsch Schlawatitz) mit etwa 1100 Einwohnern.

## Geschichte
Die Landgemeinde liegt an der Grenze zu Belarus. Der namensgebende Ort hat einen internationalen Grenzübergang.

## Gliederung
Zur Landgemeinde (gmina wiejska) Sławatycze gehören folgende 12 Ortschaften mit einem Schulzenamt (sołectwo):
Jabłeczna
Krzywowólka
Krzywowólka-Kolonia
Liszna
Mościce Dolne (bis 1929 Neudorf)
Nowosiółki
Parośla-Pniski
Sajówka
Sławatycze
Sławatycze-Kolonia
Terebiski
Zańków
Ein weiterer Ort der Gemeinde ist Kuzawka.